# Jean Marais
Jean Marais, född Jean-Alfred Villain-Marais den 11 december 1913 i Cherbourg, Manche, död 8 november 1998 i Cannes, Alpes-Maritimes, var en fransk skådespelare.

## Biografi
Jean Marais filmdebuterade 1933 i en film av Marcel L'Herbier och gjorde totalt mer än hundra film- och TV-roller. Han spelade huvudrollen i flera filmer av Jean Cocteau, bland andra Flickan och odjuret (1946) och Orphée (1950). På 1960- och 1970-talen spelade han huvudrollen i de populära komedifilmerna om Fantômas. Han var även teaterskådespelare vid bland annat Théâtre de Paris och Comedie Française. Marais var öppet homosexuell och hade ett långt förhållande med Jean Cocteau.
Jean Marais tilldelades ett flertal priser, inklusive Hederslegionen 1996, för sina bidrag till filmkonsten och var även verksam som författare, konstnär och skulptör.

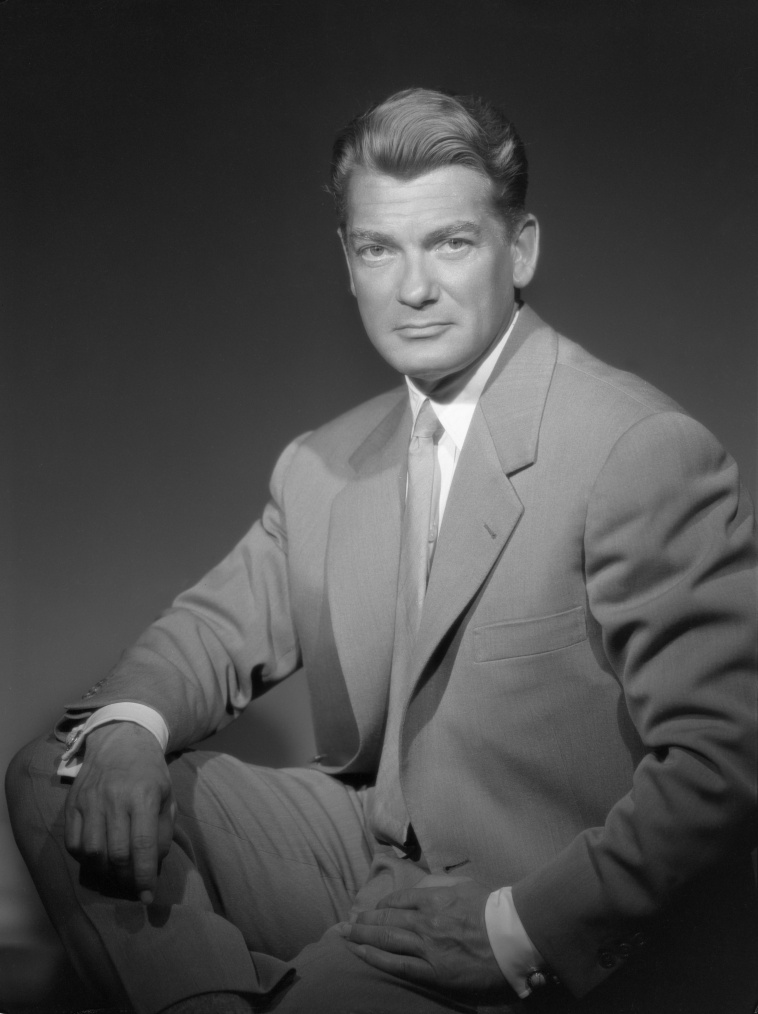
Porträtt av Jean Marais från 1948
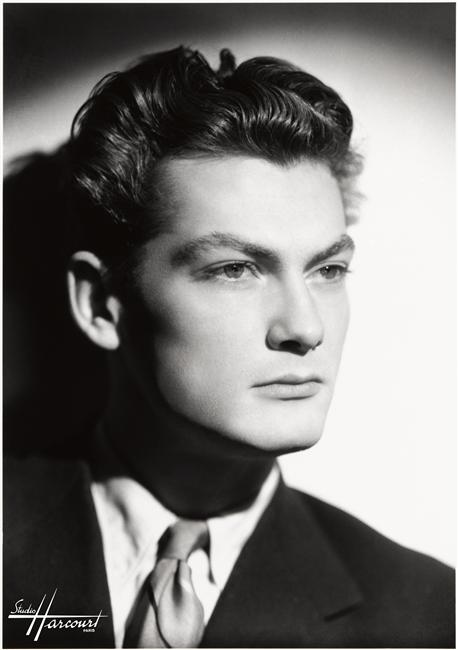
Jean Marais 1942
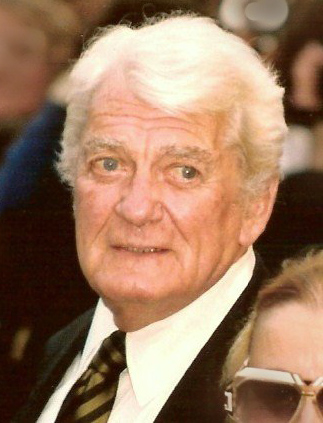
Jean Marais under Filmfestivalen i Cannes 1991
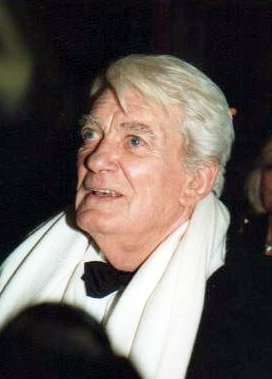
Jean Marais 1993

## Filmografi i urval
- 1937 – Drôle de drame ou L'étrange aventure du Docteur Molyneux
- 1943 – Under eviga stjärnor
- 1946 – Flickan och odjuret
- 1950 – Orphée
- 1954 – Om Versailles kunde berätta
- 1954 – Greven av Monte Cristo
- 1955 – Napoleon - soldat och kejsare
- 1956 – Elena och männen
- 1956 – Förbjuden kärlek
- 1957 – Vita nätter
- 1959 – Le bossu
- 1964 – Fantomas
- 1965 – Fantomas slår till igen
- 1967 – Den fantastiske Fantomas
- 1969 – Le paria
- 1970 – Flickan med åsneskinnet
- 1995 – Les Misérables
- 1996 – Stulen skönhet